# Tchouni-Komplex
Der Tchouni-Komplex ist eine geologische Formation in der Landgemeinde Damagaram Takaya in Niger.

## Lage und Geologie
Der namensgebende Weiler Tchouni liegt in der Mitte des Komplexes. Er gehört zur Landgemeinde Damagaram Takaya im gleichnamigen Departement Damagaram Takaya in der Region Zinder. Die Nationalstraße 34, eine 187,5 Kilometer lange einfache Erdstraße zwischen der Nationalstraße 11 und Gouré, durchschneidet den Süden der Formation.
Der Tchouni-Komplex hat einen Durchmesser von etwa drei Kilometern. Er besteht in der Mitte aus Aegirin-Riebeckit-Granit. Darauf folgt im Norden und Südosten Tuff. Im Osten und äußersten Norden gibt es Hedenbergit-Hornblende-Mikrogranit. Der nordwestliche Abschnitt besteht aus Augit-Hornblende-Syenit. Im Westen ist ein schmaler Streifen aus Augit-Hornblende-Mikrosyenit vorhanden.
Der Tchouni-Komplex wird im Südosten vom Zarnouski-Komplex überlagert. Das geologische Alter der plutonitischen Bereiche beider Komplexe liegt im Bereich von 330 ± 3 bis 302 ± 9 mya und damit im Karbon.